# Dedos del pie

Esqueleto del pie derecho. Obsérvese cómo todos los dedos tienen 3 falanges, excepto el dedo gordo, que solamente tiene 2.

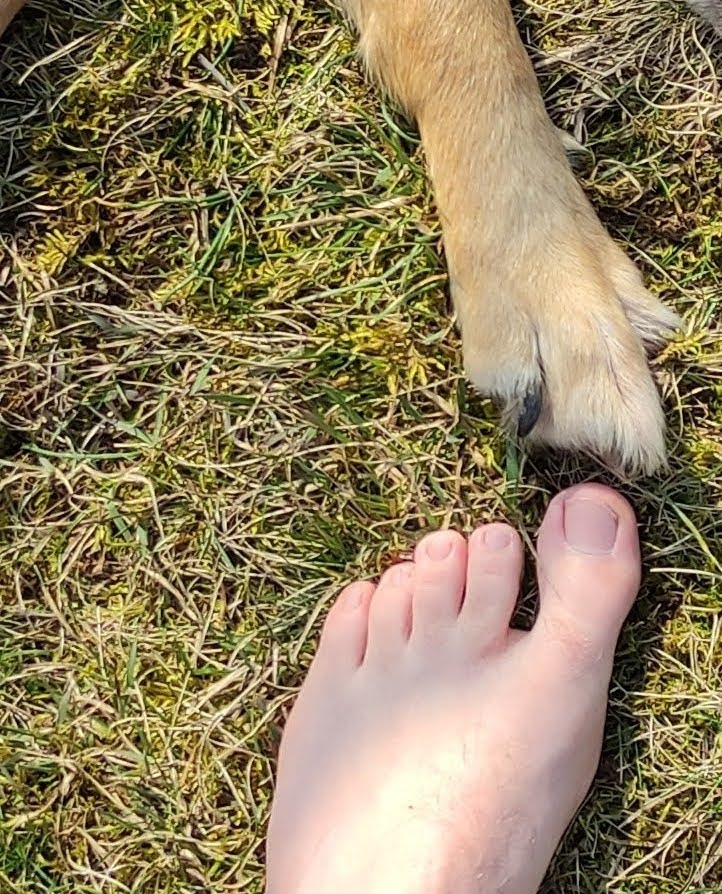

Se conoce con el nombre de los dedos del pie a cada uno de los cinco apéndices articulados en que termina el pie humano. En ciertos países se conocen como ortejos, que tal vez se derive de la palabra en francés orteil que quiere decir dedos del pie, y que es similar a la palabra «artejo», que hace referencia a los nudillos.
Desde el punto de vista de la anatomía humana, forman en conjunto una parte del cuerpo humano clasificada en la Terminología Anatómica Internacional de 1998 con el código A01.1.00.046 y bajo el nombre latino de digiti pedis; es una parte duplicada, de tal modo que existen dedos del pie derecho y dedos del pie izquierdo, subpartes simétricas especularmente entre sí respecto al plano medio.
Recibe el mismo nombre la región anatómica correspondiente a esa parte del cuerpo, clasificada con el código A01.2.08.035 y bajo el mismo nombre latino. Esta región está compuesta por las siguientes subregiones:

## Dedo gordo (del pie)
Región correspondiente al dedo homónimo: también conocido como primer dedo [I] del pie, es el dedo más interno del pie. Está clasificada con el código A01.2.08.036 y bajo el nombre en latín de hallux y digitus primus [I] pedis. El dedo y región correspondientes en la mano reciben el nombre de pulgar (solamente en la mano), además de primer dedo de la mano.

## Segundo dedo del pie
Región correspondiente al dedo homónimo: es el segundo dedo más interno del pie. Está clasificada con el código A01.2.08.037 y bajo el nombre latino de digitus secundus [II] pedis. El dedo y región correspondientes de la mano reciben el nombre de índice, además de segundo dedo de la mano.

## Tercer dedo del pie
Región correspondiente al dedo homónimo: es el tercer dedo más interno (o externo) del pie. Está clasificada con el código A01.2.08.038 y bajo el nombre latino de digitus tertius [III] pedis. El dedo y región correspondientes de la mano reciben el nombre de dedo cordial o medio, además de tercer dedo de la mano.

## Cuarto dedo del pie
Región correspondiente al dedo homónimo: es el cuarto dedo más interno (o segundo más externo) del pie. Está clasificada con el código A01.2.08.039 y bajo el nombre latino de digitus quartus [IV] pedis. El dedo y región correspondientes de la mano reciben el nombre de anular, además de cuarto dedo de la mano.

## Meñique del pie
Región correspondiente al dedo homónimo: también conocido como quinto dedo [V] del pie, es el quinto dedo más interno (o primero más externo) del pie. Está clasificada con el código A01.2.08.040 y bajo los nombres latinos de digitus minimus pedis y digitus quintus [V] pedis. El dedo y región correspondientes de la mano se llaman meñique de la mano o quinto dedo de la mano.